# Mottisfont
Mottisfont – wieś i civil parish w Anglii, w Hampshire, w dystrykcie Test Valley. W 2011 roku civil parish liczyła 385 mieszkańców. Mottisfont jest wspomniana w Domesday Book (1086) jako Mortelhunte/Mortesfunde.

## Etymologia
Źródło:

Nazwa miejscowości na przestrzeni wieków:
- XI w. – Mortesfunde/Motesfunda/Mortelhunte
- XIII w. – Modesfunte
- XIV w. – Motesfonte / Motes Fountton
- XV w. – Mottesfont
- XVI w. – Mottesfount/Mottson
- XVII w. – Motsonne / Motte Fount